# Gabapentin enacarbil
Gabapentin enacarbil (Horizant IR (U.S.), Regnite (ở Nhật Bản)) là thuốc chống co giật và giảm đau thuộc nhóm gabapentinoid, đồng thời là tiền chất của gabapentin. Nó được thiết kế để tăng sinh khả dụng đường uống so với gabapentin, và các thử nghiệm ở người cho thấy nó tạo ra sự phóng thích kéo dài của gabapentin với gần gấp đôi sinh khả dụng tổng thể, đặc biệt là khi dùng cùng với bữa ăn nhiều chất béo. Gabapentin enacarbil đã vượt qua các thử nghiệm lâm sàng ở người để điều trị hội chứng chân không yên, và kết quả ban đầu cho thấy thuốc được dung nạp tốt và có hiệu quả tương đối.
Gabapentin enacarbil đã bị Cơ quan Quản lý Thực phẩm và Dược phẩm Hoa Kỳ (FDA) từ chối phê duyệt vào tháng 2 năm 2010, với lý do lo ngại về nguy cơ ung thư gia tăng có thể được thể hiện bởi một số nghiên cứu trên động vật. Trước đây, những lo ngại tương tự đã được đặt ra về gabapentin, nhưng được cho là vượt trội hơn so với công dụng lâm sàng của nó như là một thuốc chống co giật, trong khi điều trị hội chứng chân không yên không thể chứng minh được cùng một loại rủi ro. Vào ngày 6 tháng 4 năm 2011, XenoPort đã được FDA chấp thuận cho Horizant® (gabapentin enacarbil) để điều trị hội chứng chân không yên từ trung bình đến nặng. Vào ngày 7 tháng 6 năm 2012, FDA đã phê duyệt Horizant® cho việc điều trị chứng đau dây thần kinh sau zona ở người lớn.